# Fantastic Dúo
Fantastic Dúo fue un programa de televisión español, emitido por La 1. Se emitió entre el 10 de mayo y el 5 de julio de 2017 en el prime time de La 1, y estaba presentado por Nuria Roca. El formato se basaba en el formato surcoreano Fantastic Duo, emitido en SBS. Entre los comentaristas de las actuaciones, se encontraban varios rostros conocidos del panorama televisivo español como Esther Arroyo, Secun de la Rosa, Bibiana Fernández, Tony Aguilar, entre otros.

## Mecánica del programa
Cada uno de los apirantes ha grabado una canción en un estudio, y esta se puso a disposición de los espectadores a través de una aplicación para móvil. 4.000 personas han grabado su versión junto a la grabación para intentar entrar en el programa. Por cada artista se han seleccionado seis de estos vídeos. Al final solo quedará uno, por cantante, para el dueto final. En cada programa, los 300 miembros del público eligen cuál ha sido su favorito.

## Fantastic Dúo (2017)

### Presentadora
| Presentador | Profesión                                                  | Duración |
| ----------- | ---------------------------------------------------------- | -------- |
| Nuria Roca  | Presentadora de televisión, comentarista de radio y actriz | 2017     |

### Comentaristas
Las actuaciones de los anónimos y los cantantes son valoradas por un grupo de comentaristas compuesto habitualmente por seis personas.
| Jurado                   | Profesión                                            | Duración |
| ------------------------ | ---------------------------------------------------- | -------- |
| Esther Arroyo            | Actriz y presentadora de televisión                  | 2017     |
| Secun de la Rosa         | Actor                                                | 2017     |
| Tony Aguilar             | Locutor de radio                                     | 2017     |
| Bibiana Fernández        | Actriz y colaboradora de televisión                  | 2017     |
| Giuseppe di Bella        | Bailarín y coreógrafo                                | 2017     |
| Marta Márquez            | Comentarista de televisión                           | 2017     |
| Ana Milán                | Actriz, presentadora, modelo, periodista y escritora | 2017     |
| La Terremoto de Alcorcón | Cantante, actriz y vedette cómica                    | 2017     |

### Duetos finalistas
| N.º | Fecha de emisión    | Fans                       | Artistas         |
| --- | ------------------- | -------------------------- | ---------------- |
| 01  | 10 de mayo de 2017  | María Cortés               | Camela           |
| 02  | 17 de mayo de 2017  | David Durán                | David Bustamante |
| 03  | 24 de mayo de 2017  | Eduardo Fasanar            | Marta Sánchez    |
| 04  | 31 de mayo de 2017  | Oscar Cantalejo            | Ruth Lorenzo     |
| 05  | 7 de junio de 2017  | Flavia "La Canaria"        | Tamara           |
| 06  | 14 de junio de 2017 | Macarena                   | Pitingo          |
| 07  | 21 de junio de 2017 | Ana y Alicia "Las gemelas" | India Martínez   |
| 08  | 5 de julio de 2017  | Nadinne y Ariadna          | Rosario Flores   |

### Audiencias
Temporada 1: 2017
| Programas | Programas           | Programas                                                        | Programas    | Programas |
| Programas | Fecha               | Invitados                                                        | Espectadores | Share     |
| --------- | ------------------- | ---------------------------------------------------------------- | ------------ | --------- |
| 1         | 10 de mayo de 2017  | Nek, Camela, Roko y Formula V                                    | 1 357 000    | 9,7%      |
| 2         | 17 de mayo de 2017  | David Bustamante, Diana Navarro, David DeMaría y Rosana          | 1 088 000    | 8,3%      |
| 3         | 24 de mayo de 2017  | Marta Sánchez, Manu Tenorio, Manel Navarro y La Unión            | 1 025 000    | 6,9%      |
| 4         | 31 de mayo de 2017  | Carlos Baute, Ruth Lorenzo, Danza invisible y Karina             | 1 221 000    | 8,3%      |
| 5         | 7 de junio de 2017  | Morat, Tamara, Álex Ubago y María del Monte                      | 1 263 000    | 10,3%     |
| 6         | 14 de junio de 2017 | Pitingo, Rosa López, Angy y La Guardia                           | 1 092 000    | 8,1%      |
| 7         | 21 de junio de 2017 | India Martínez, Sweet California, Mikel Erentxun y Azúcar Moreno | 972 000      | 7,5%      |
| 8         | 5 de julio de 2017  | Antonio Carmona, Dvicio, Bebe y Rosario Flores                   | 1 033 000    | 7,6%      |